# Башня Стейнвей
Ба́шня Стейнве́й (англ. Steinway Tower) — самый тонкий небоскрёб в мире, представляет собой 82-этажное сверхвысокое жилое здание высотой 435 метров, с фундаментом 32 на 61 м. Отношение ширины к высоте 1:24. Башня расположена в непосредственной близости от Центрального парка, крупнейшей зелёной зоны Нью-Йорка, по адресу: 111 Западная 57-я улица. Здание спроектировало бюро SHoP Architects, застройщик — WSP.

## Строительство

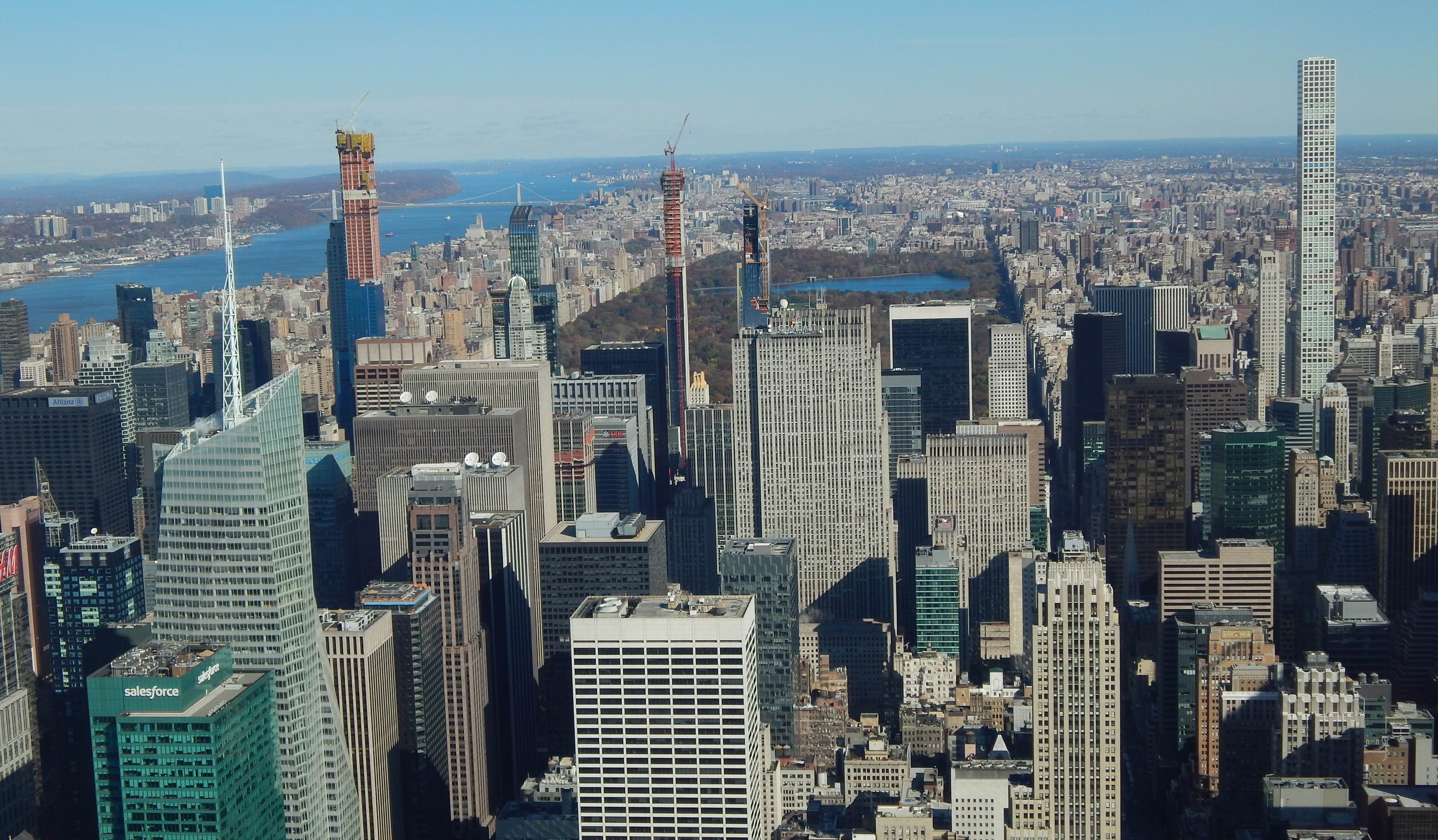
Мидтаун. Вид на север со 102-го этажа Эмпайр-стейт-билдинг, 373 m над уровнем земли, ноябрь 2018 г. Слева видно здание 111 на Западной 57-й улице

Здание построено на Шестой авеню и включает в себя памятник культурного наследия, Стейнвей-холл, — концертный зал, спроектированный в 1925 году компанией Warren and Wetmore и построенный на месте фортепьянного салона, где в 1891 году давал концерты П. И. Чайковский. Башня удачно интегрирована в квартал, хотя занимает небольшой по площади участок вокруг Стейнвей-холла. Фасад здания плавно ступенями сужается кверху, что придаёт ему вид гусиного пера.
Башня Стейнвей является 3-м по высоте небоскрёбом в Нью-Йорке, 4-м по высоте зданием в США и занимает 28-е место в списке самых высоких зданий мира. Она имеет самое малое соотношение ширины и высоты среди всех существующих небоскрёбов — 1:24. Начало строительства — 8 июля 2015 года, окончание — начало 2021 года. Прямоугольная площадка занимает площадь 1915,8 м2, с фасадом 32 м на 57-й и 58-й улицах и глубиной 61,21 м между двумя улицами. Стоимость строительства составила 2 млрд $.
Первые пять этажей предназначены для общих зон отдыха и торговых площадей, остальные 77 этажей — для роскошных апартаментов. На 43-м этаже — жилая резиденция во всю ширину башни. В здании расположены бассейн и тренажёрный зал, а также концертный зал Стейнвей-холла. Башня Стейнвей имеет два лифта для жильцов и один служебный лифт. 
Для устойчивости башни в её верхней части предусмотрен 800-тонный демпфер, не позволяющий ей сильно раскачиваться от ветра. Две боковые железобетонные стены толщиной до метра имеют небольшие стрельчатые окна между фасадной бронзой и терракотой, в других (южной и северной) стенах предусмотрены огромные стеклянные окна. Интерьеры выполнены в стиле ар-деко по проекту Studio Sofield.
| - Этапы строительства - Башня Стейнвей, 10.04.2017 - Башня Стейнвей, 03.11.2017 - Башня Стейнвей, 03.09.2018 - 111 West 57th Street в стадии строительства, вид на север от 6-й авеню в Нью-Йорке, 19.07.2019 - Башня Стейнвей на завершающей стадии возведения, 28.09.2019 |

## Критика
В своей статье для журнала Vanity Fair архитектурный критик Пол Голдбергер назвал проект башни «вполне возможно, самым элегантным» зданием, построенным на «Улице миллиардеров» (Billionaires' Row). Голдбергер описал здание как «тонкое и изящное переосмысление в современной форме ступенчатого „свадебного торта“ башен старого Нью-Йорка». К. Дж. Хьюз (англ. C. J. Hughes) из The New York Times сказал, что башня уценяет «кристальный вид популярных новостроек по соседству». Архитектурный критик Картер Хорсли (англ. Carter Horsley) писал, что башня была «очень оригинальным проектом SHoP» и что она «определённо имеет женский характер» с короной, напоминающей тиару. Джастин Дэвидсон из журнала New York Magazine написал: «Ни одна башня не будет последней, самой большой или самой высокой надолго, но эта может быть лучшей».
В 2015 году, когда башня находилась в стадии строительства, группа соседей протестовала против того факта, что Башня Стейнвей и другие башни «Улицы миллиардеров» будут отбрасывать длинные тени на Центральный парк. Когда здание было почти завершено, в 2019 году журналист Business Insider посетил одну из квартир кондоминиума, сообщив: «Я не могу сказать, что мой поход первого кондоминиума слишком сильно отличался от любого другого на Billionaires 'Row, где я побывал».